# ASCI Blue Mountain

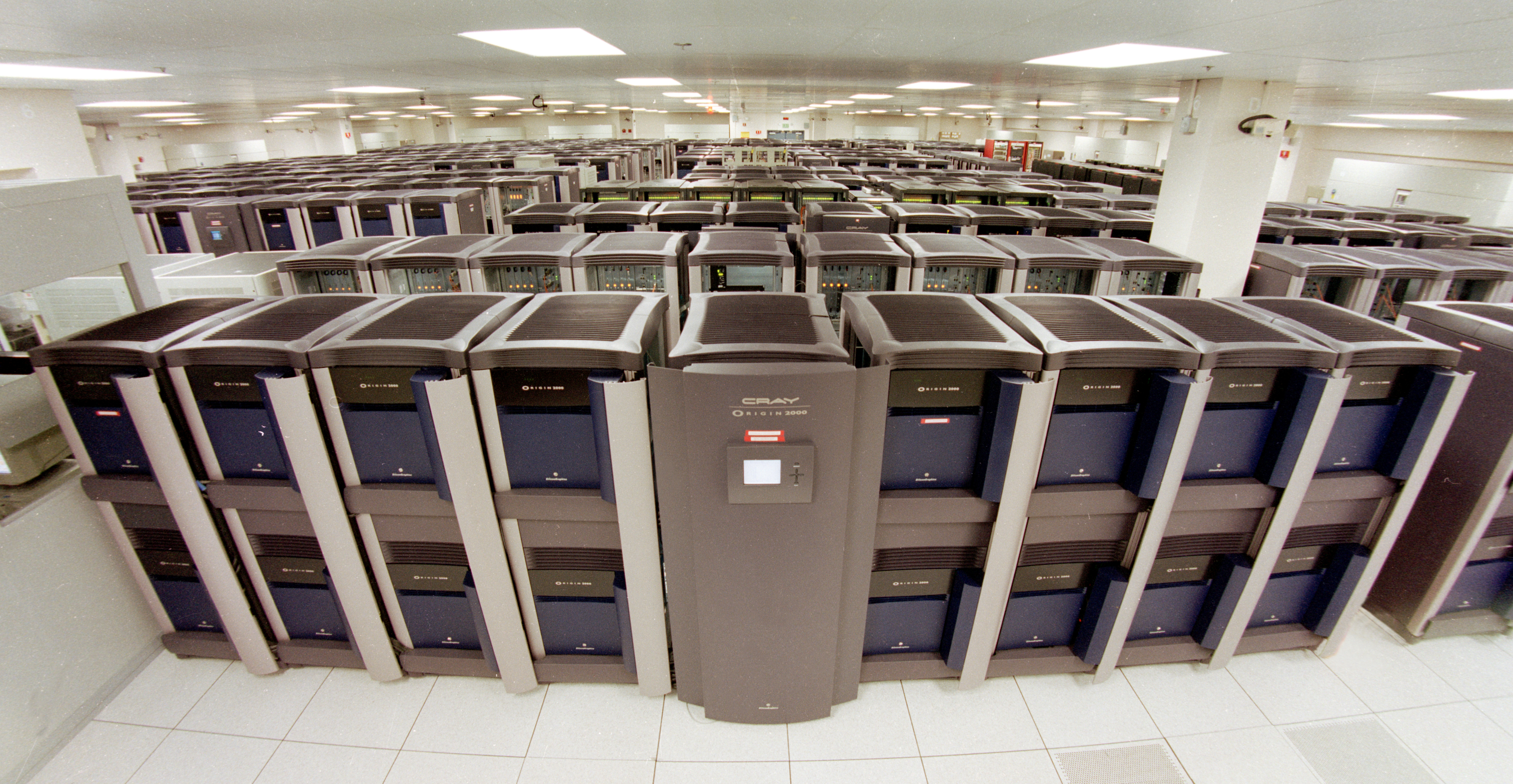
Общий вид суперкомпьютера ASCI Blue Mountain в 2001 году

ASCI Blue Mountain — суперкомпьютер, установленный в Лос-Аламосской национальной лаборатории в 1998 году в рамках программы Accelerated Strategic Computing Initiative — программе Правительства США по развитию суперкомпьютерных технологий, призванных следить за состоянием ядерного арсенала США после объявления в октябре 1992 года моратория на проведение ядерных испытаний.
Остановлен 8 ноября 2004 года и заменен на суперкомпьютер ASCI Q.

## История создания
ASCI Blue Mountain являлся одним из двух компьютеров «ASCI Blue», которые должны были стать вторым этапом в программе ASCI, в котором требовалось достичь вычислительной мощности в 3 Тфлопс. Контракт на создание ASCI Blue Mountain для Лос-Аламосской лаборатории был отдан компании Silicon Graphics в мае 1996 года, которая незадолго до этого поглотила суперкомпьютерную компанию Cray Research. Система была полностью собрана и запущена в Лаборатории в октябре 1998 года и показала на тесте LINPACK производительность в 1.6 Тфлопс, что позволило суперкомпьютеру занять второе место в списке TOP500 в июне 1999 года.

## Технические характеристики
ASCI Blue Mountain был построен на основе вычислительного комплекса SGI Origin 2000. 48 комплексов содержали 6.144 RISC-процессора MIPS R10000 с тактовой частотой 250 МГц. Каждый комплекс состоял из 8 стоек и содержал 128 процессоров. Комплекс использовал архитектуру ccNUMA, в которой каждый процессор суперкомпьютера видел всю распределенную память как единое адресное пространство. Вычислительные узлы занимали 384 стоек, плюс к ним дополнительно 48 стоек — для проприетарных роутеров сети передачи данных HIPPI, связывавших 8 стоек каждого комплекса в единый кластер с топологией fat hypercube.
- Объем оперативной памяти: 1.5 Тб
- Объем дисковых накопителей: 75 Тб
- Операционная система: Irix
- Общее энергопотребление: 1,6 МВт

Теоретическая производительность суперкомпьютера составляла 3,072 Тфлопс.